# Leoncio de Rostov
Leoncio de Rostov fue un obispo griego fallecido hacia el año de 1077, y cuya festividad se conmemora el 23 de mayo. De origen griego, parece que era natural de Constantinopla. Abandonó la vida mundana para seguir la vida monacal. Vivió con otros hermanos suyos en las cuevas de Kiev (véase Monasterio de las Cuevas de Kiev). Con el tiempo se convirtió en el primer monje que se convirtió en obispo. En el año 1051 se lo designó para que rigiera la eparquía de Rostov. Tuvo que soportar muchas humillaciones y vejaciones por parte de los paganos, por lo que cuando murió se lo consideró mártir.